# 사크로 쿠오레 가톨릭 대학교

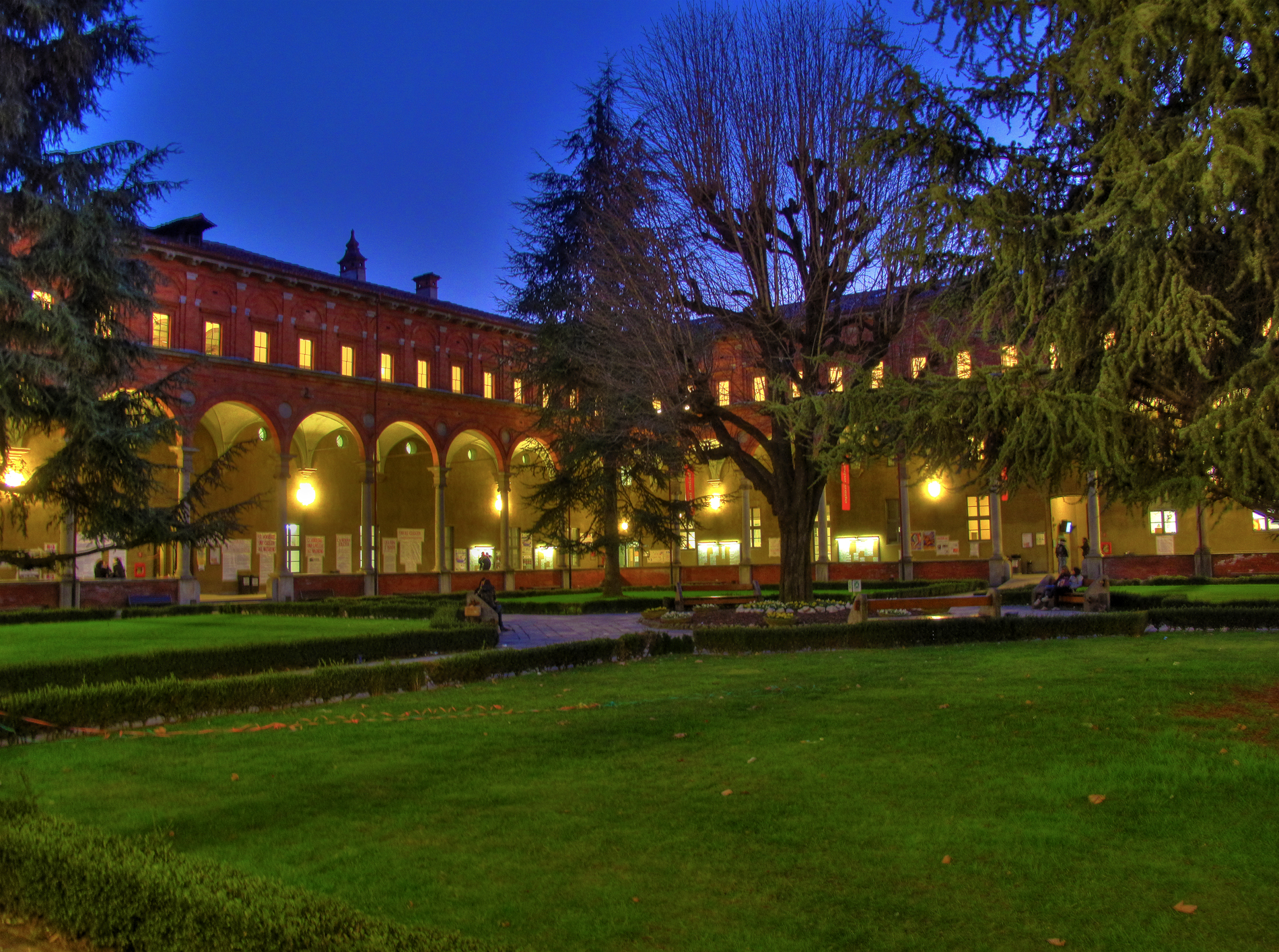
사크로 쿠오레 가톨릭 대학교

사크로 쿠오레 가톨릭 대학교(이탈리아어: Università Cattolica del Sacro Cuore, UCSC) 또는 가톨릭 성심대학교는 1921년에 설립된 이탈리아의 로마 가톨릭교회 계통 사립 대학이다. 밀라노에 메인 캠퍼스가 있으며, 브레시아, 피아첸차, 크레모나, 로마에 캠퍼스를 두고 있다.

## 조직

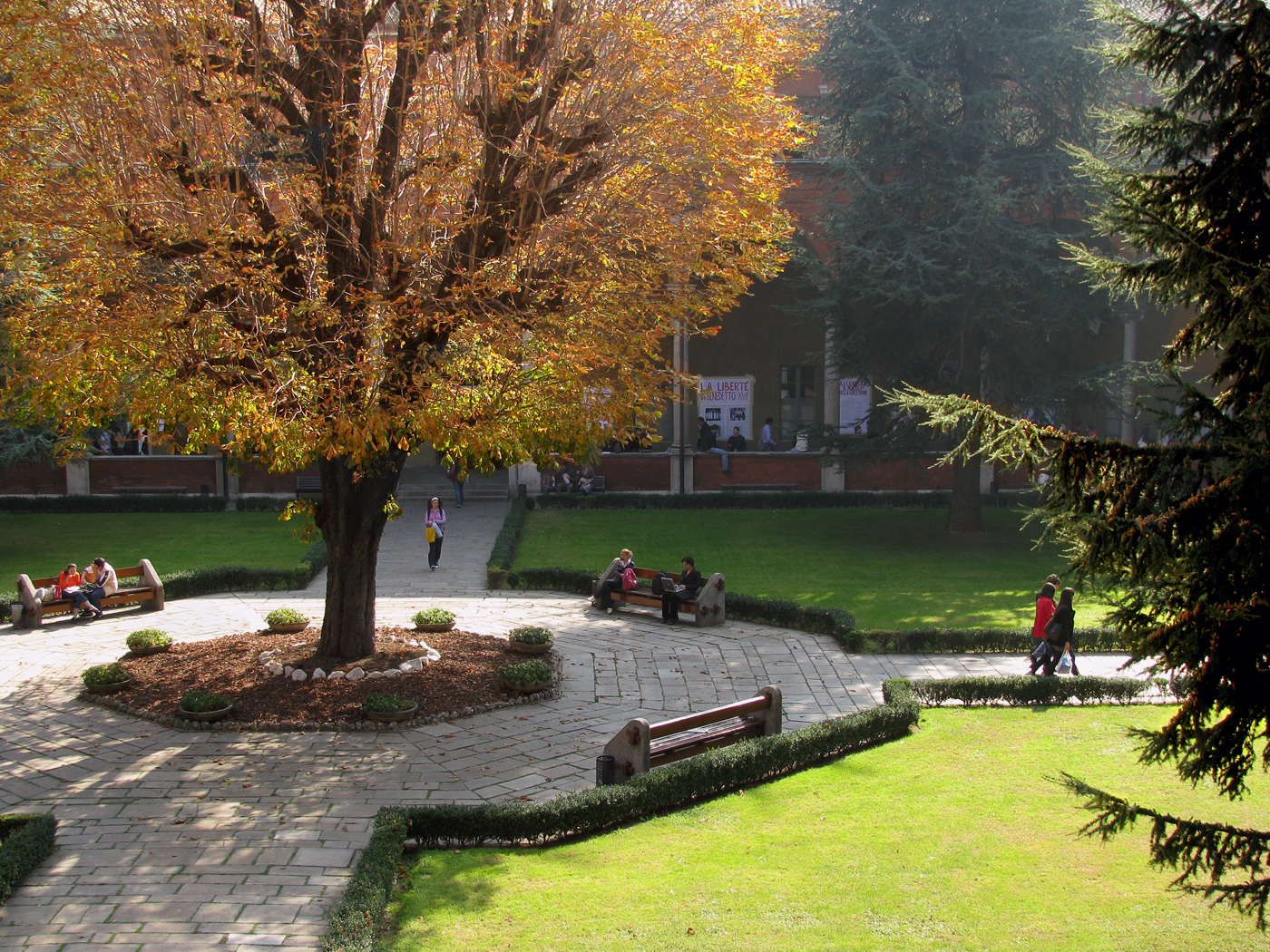
회랑

### 학부 과정
UCSC는 12개 faculties에서 다양한 학위를 제공한다.
- 농업식품환경과학부, Piacenza-Cremona (1951) ‐ Piacenza-Cremona
- 예술 및 철학 학부 (1924) ‐ 밀라노, 브레시아
- 은행, 금융 및 보험학부 (1990) ‐ 밀라노
- 경제학부 (1947년 설립) ‐ 밀라노, 로마
- 경제법학부 (2000) ‐ Piacenza-Cremona
- 교육과학부 (1936) ‐ 밀라노, 브레시아, 피아첸차
- 법학부 (1924) ‐ 밀라노
- 언어과학 및 외국문학부 (1991) ‐ 밀라노, 브레시아
- 수학, 물리학 및 자연과학부 (1968) ‐ 브레시아
- 의과외과학부 (1958) ‐ 로마
- 정치사회과학부 (1931) ‐ 밀라노, 브레시아
- 심리학부 (1999) ‐ 밀란, 브레시아

### 대학원
대학원(Alte Scuole)은 연구 및 교육 분야의 우수성 센터이다.
- ALMED - 미디어커뮤니케이션 및 공연예술 대학원 (2002년 설립) ‐ 밀라노
- ALTIS - 대학원 비즈니스 및 사회 (2005) ‐ 밀라노
- ASA - 환경학 대학원 (2008) ‐ 브레시아
- ASAG - 심리학 대학원 Agostino Gemelli (2001) ‐ 밀라노
- ASERI - 경제 및 국제관계 대학원 (1995) ‐ 밀라노
- ALTEMS - 보건 경제 및 경영 대학원 (2009) ‐ 로마
- SMEA - 농업 및 식품경제학 대학원 (1984) ‐ 크레모나

## 출신 인물
- 체칠리아 키엥게 - 의과대학 졸업, 전 이탈리아 국민통합부 장관, 현 유럽 의회 의원

## 같이 보기
- 밀라노 대학교
- 밀라노-비코카 대학교
- 보코니 대학교
- 성심여자대학교
- 로마 대학교